# Myotis yumanensis
Myotis yumanensis är en fladdermusart som först beskrevs av Harrison Allen 1864.  Myotis yumanensis ingår i släktet Myotis och familjen läderlappar.

## Beskrivning
Arten varierar mycket med den geografiska utsträckningen, både till färg och storlek. Den är en liten fladdermus med matt, kort, 5 till 6 mm lång päls. Färgen på ovansidan är vanligen grå, brun eller ljust brungul med mörkare hårbaser och ljusare spetsar. Undersidan är ljusare, blekt gråbrun till vitaktig. Vingarna är i regel ljusbruna till gråa. Kroppslängden är 3,8 till 4,9 cm, ej inräknat den 2,7 till 4 cm långa svansen, huvudlängden 1,3 till 1,4 cm, öronlängden 1,1 till 1,5 cm, vingbredden omkring 24 cm och vikten 4,7 till 5,1 g.

## Underarter
Catalogue of Life, Wilson & Reeder (2005) samt J. K. Braun (2015, i Mammalian Species) skiljer mellan 6 underarter:
- Myotis yumanensis yumanensis (H. Allen, 1864) Förekommer i sydöstra Kalifornien, södra Nevada, Utah, Colorado, västra Texas till nordvästra Mexiko.
- Myotis yumanensis lambi Benson, 1947 Förekommer i centrala Baja California Sur.
- Myotis yumanensis lutosus Miller and G. M. Allen, 1928 Förekommer i Mexiko från Sinaloa till Distrito Federal.
- Myotis yumanensis oxalis Dalquest, 1947 Förekommer i centrala Kalifornien.
- Myotis yumanensis saturatus Miller, 1897 Förekommer i British Columbia, västra Washington, Oregon och större delen av Kalifornien.
- Myotis yumanensis sociabilis H. W. Grinnell, 1914 Förekommer i östra Washington, Oregon, Idaho, västra Montana och nordöstra Kalifornien.

## Utbredning
Denna fladdermus förekommer i västra Nordamerika från södra British Columbia i Kanada till delstaterna Hidalgo och Morelos i Mexiko. Den når i USA österut till Colorado och västra Texas.

## Ekologi
Myotis yumanensis vistas i olika habitat från enebackar och skogar över chaparral, savanner och gräsmarker till öknar med tillgång till vatten som floder, insjöar eller dammar.
Som de flesta insektsätande fladdermöss är arten nattaktiv. Stora kolonier upp till några tusen medlemmar sover under dagen i utrymmen som grottor, gruvor, byggnader, under broar, i klippskrevor i kalkstens- och sandstensklippor samt övergivna svalbon. 

### Föda
Jakten efter föda sker vanligen från början av skymningen till två timmar efter solnedgången. Flykten är oregelbunden och sver ofta över vatten. Dieten består av olika mjuka insekter som nattsländor, dagsländor, tvåvingar, fjärilar, hopprätvingar, termiter, halvvingar, steklar och nätvingar samt skalbaggar. Arten kan även ta myror (släktet Pogonomyrmex) och spindeldjur.
Myotis yumanensis förefaller inte utföra några vandringar annat än, tillfälligtvis, till lämpliga platser för sin vinterdvala. Denna kan vara som längst i nästan 6,5 månader; å andra sidan är det sannolikt att vinterdvalan är ofullständig i delar av utbredningsområdet.

### Fortplantning
Båda könen blir könsmogna vid ungerfär ett års ålder. Arten, som är polygynandrisk, leker under hösten, men honan sparar säden och själva befruktningen sker inte förrän till våren. De dräktiga honorna bildar kolonier i grottor, byggnader och andra utrymmen som har en temperatur på minst 30º C. Där får honan en unge, vanligen mellan maj och juni.

## Bevarandestatus
IUCN kategoriserar arten globalt som livskraftig, och populationen är stabil. IUCN listar inte några egentliga hot; emellertid har man sedan 2007 kunnat konstatera kraftiga utbrott hos andra fladdermöss i samband med övervintringen av en dödlig svampsjukdom, White nose syndrome. Ännu (2016) har inga utbrott av denna sjukdom drabbat Myotis yumanensis, men farhågor finns för att även denna art skall drabbas.